# 5934 Mats
5934 Mats este un asteroid din centura principală de asteroizi.

## Descriere
5934 Mats este un asteroid din centura principală de asteroizi. A fost descoperit pe 20 septembrie 1976 la Kvistaberg de Lagerkvist, C.-I., Rickman, H.. El prezintă o orbită caracterizată de o semiaxă mare de 2,38 ua, o excentricitate de 0,22 și o înclinație de 2,3° în raport cu ecliptica.